# Vallon des Laures
Le vallon des Laures est une vallée latérale sur la droite orographique de la vallée de la Doire Baltée, dans la région autonome Vallée d'Aoste, dans le massif du Grand-Paradis.

## Toponyme
Il dérive du mot celtique Alpis, d'où dérivent Lar, Les Ars, Larp, Larnoua (= l'alpe neuve), Larvieille (= l'alpe vieille), Lardamum (= l'alpe d'amont). De Ar dérive Or, avec son homophone Aur.

## Caractéristiques
Le territoire du vallon est complètement compris dans la commune de Brissogne.

## Sommets principaux
Les sommets principaux du vallon des Laures sont :
- Mont Émilius - 3 559 m
- Pointe des Laures - 3 367 m
- Grande Roise - 3 357 m
- Pointe de Leppe - 3 306 m
- Pointe Junod - 3 300 m
- Pointe Garzotto - 3 274 m
- Tête Blantsette - 3 140 m
- Pic de Salé - 3 137 m
- Mont des Laures - 3 121 m
- Pic de Sénévaz - 3 086 m
- Mont Père Laurent - 2 625 m